# Sphenolobus saxicola
Sphenolobus saxicola är en bladmossart som först beskrevs av Heinrich Adolph Schrader, och fick sitt nu gällande namn av Franz Stephani. Sphenolobus saxicola ingår i släktet Sphenolobus och familjen Anastrophyllaceae. Inga underarter finns listade i Catalogue of Life.